# قلعه کووابارا

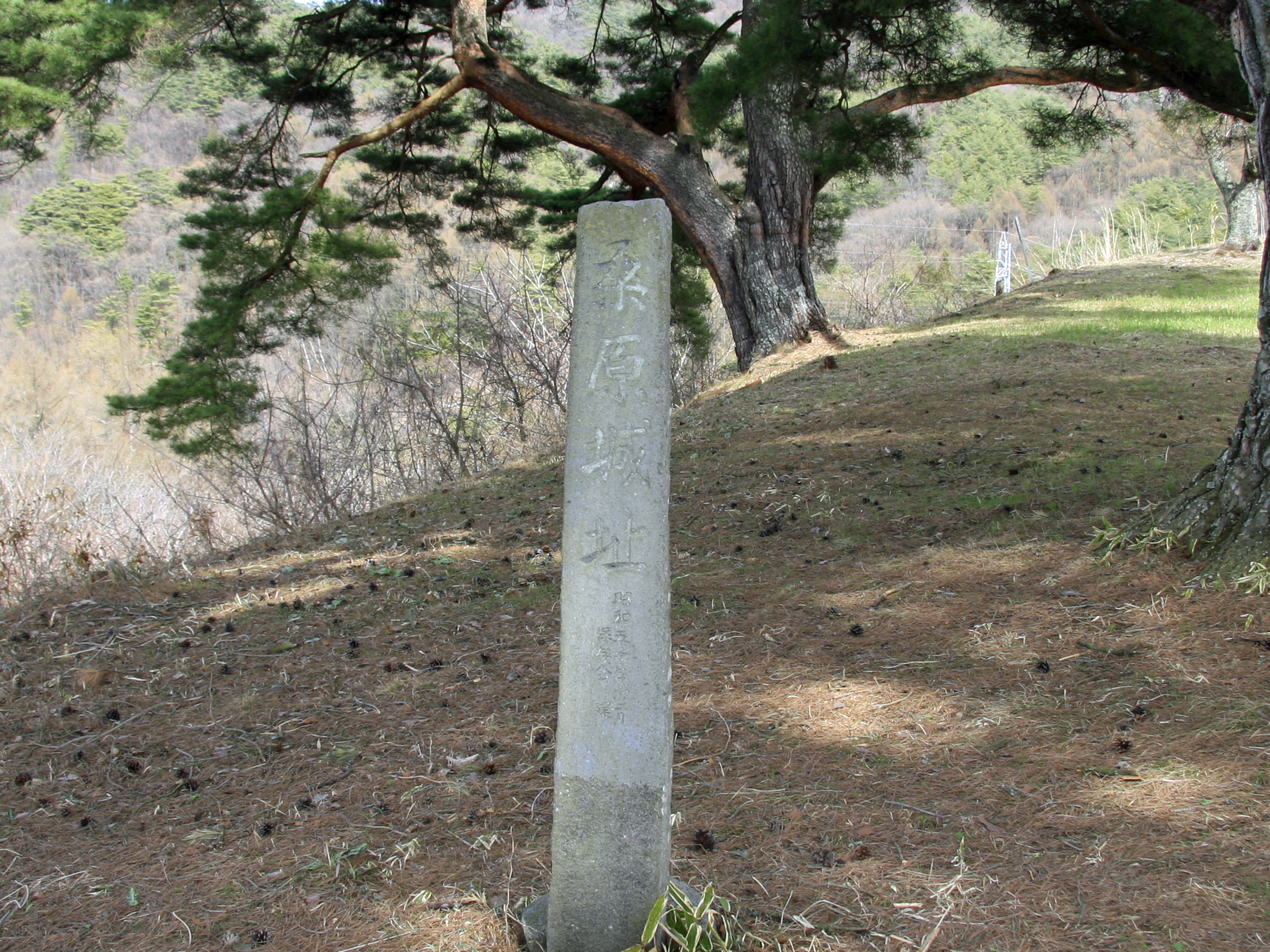
محل قلعه

قلعه کووابارا (به ژاپنی: 桑原城, Kuwabara-jō)، همچنین به عنوان قلعه تاکاتویا و قلعه سوئیشو شناخته می‌شود، یک یاماشیرو (قلعه ژاپنی واقع در کوه) است که در سووا، ناگانو، استان ناگانو، ژاپن واقع شده است.
این قلعه زمانی در قرن پانزدهم توسط خاندان کووابارا ساخته شد. زمانی که تحت کنترل خاندان سووا قرار گرفت، به قلعه پیرو و تابع قلعه اوهارا تبدیل شد. هنگامی که نیروهای خاندان تاکدا در سال ۱۵۴۲ به منطقه رسیدند، ارباب قلعه اوهارا، سووا یوریشیگه به قلعه کووابارا عقب‌نشینی کرد، که به زودی توسط سربازان تاکدا محاصره شد. قلعه پس از دو روز محاصره کووابارا سقوط کرد.
سووا یوریشیگه و دو برادرش به کوفو، یاماناشی اسیر و از قلعه برده شدند. یک ماه بعد مجبور به ارتکاب هاراکیری شدند.